# 馬頭涌道

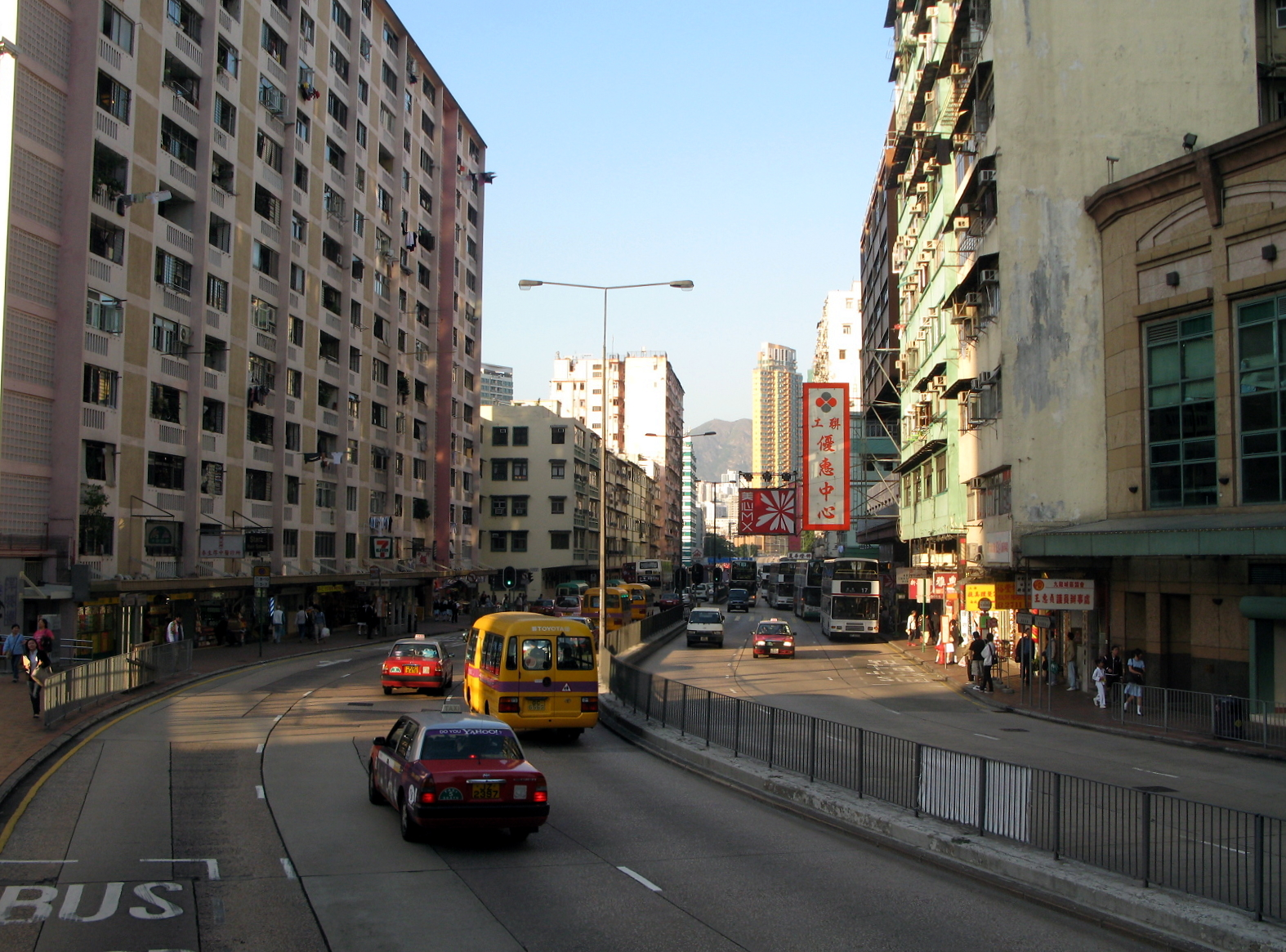
馬頭涌道與馬頭圍道交界

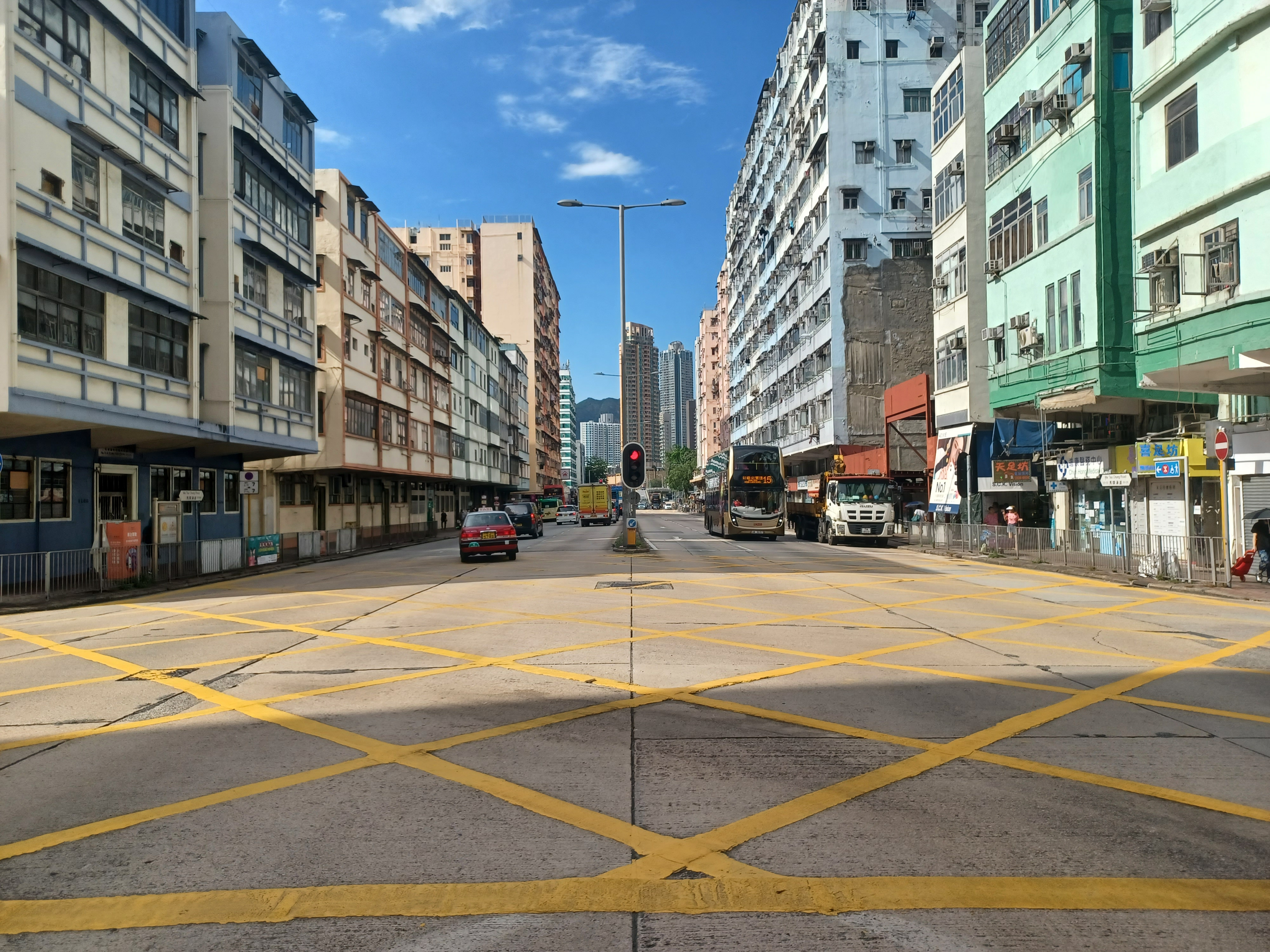
馬頭涌道近馬頭角道

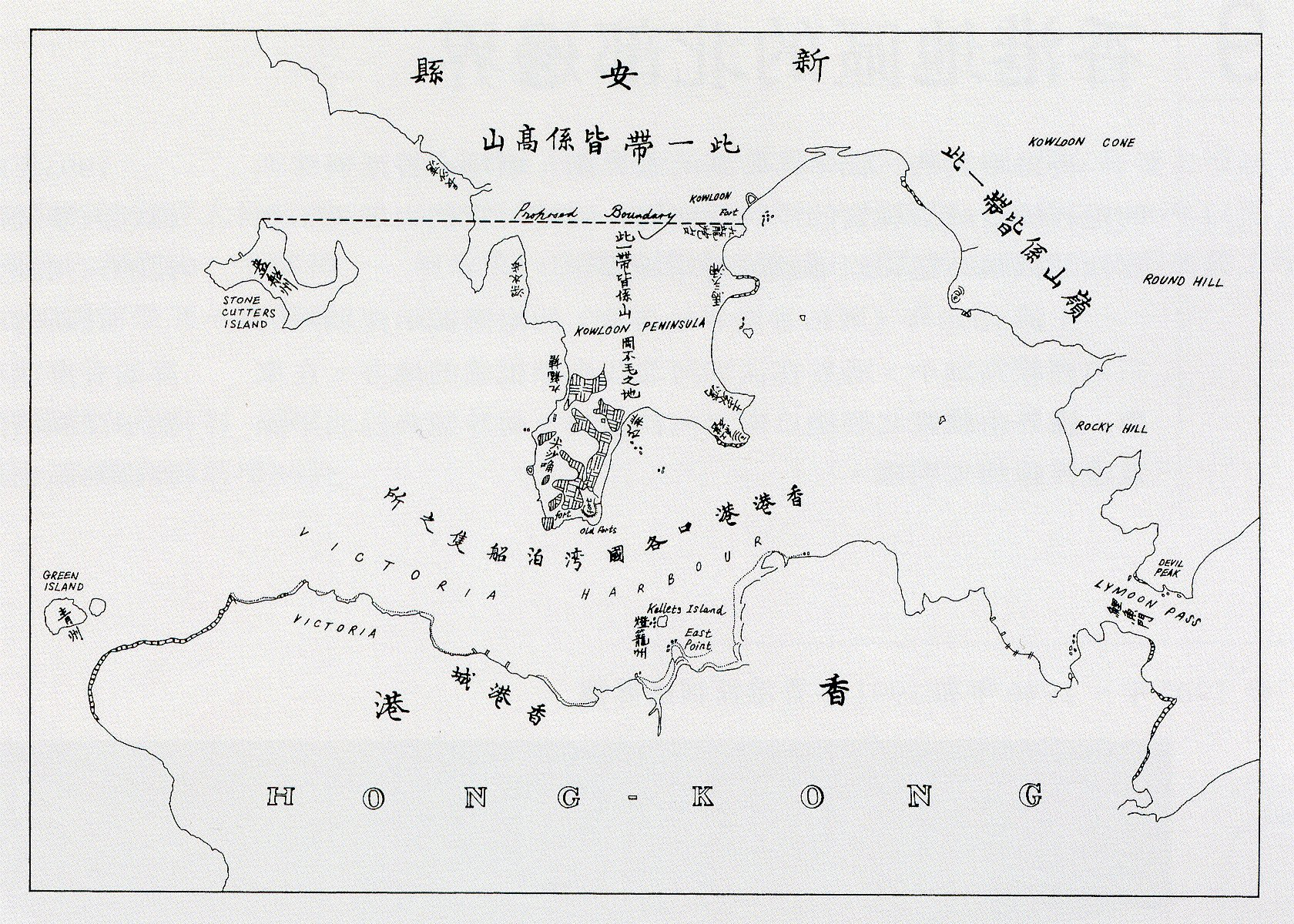
《北京條約》中國割讓予英國的九龍半島部份，中部右方有「馬頭涌」

馬頭涌道（英語：Ma Tau Chung Road）是一條位於香港九龍九龍城區馬頭涌的街道。

## 名字由來
九龍寨城興建完成後，外面全是農地，其水源主要來自現時新蒲崗位置流下來的涌水。該涌徑流過九龍城後，再經馬頭圍流向九龍灣出海，因而稱為馬頭涌。後來，啟德機場落實興建後，水源被截，馬頭涌亦填成馬路，名為馬頭涌道。馬頭涌流經幾條村落，其中一條為馬頭圍村，填海後重建，部分修建為道路，其中一條命名為馬頭圍道。

## 沿線建築物
- 馬頭圍邨（原址是二皇殿村）
- 香港工會聯合會 - 工人俱樂部 （馬頭涌道50號）
- 香港家庭計劃指導會 （馬頭涌道105號）
- 聖公會聖三一堂（原址是南宋「金夫人墓」）(馬頭涌道135號)
- 宋王臺花園及石刻 （馬頭涌道 / 宋皇臺道 / 世運道 / 幸運道交界）
- 世運花園 （太子道 / 亞皆老街交界）

## 交匯道路
- 馬頭圍道
- 馬坑涌道
- 馬頭角道
- 木廠街
- 宋皇臺道
- 富寧街
- 幸運道
- 亞皆老街
- 太子道西及東